# 回归测试
回归测试是软件测试的一种，旨在检验软件原有功能在修改后是否保持完整。

## 回归测试过程
1. 识别出软件中被修改的部分
2. 从原基线测试用例库「T」中，排除所有不再适用的测试用例，确定对新版本依然有效的测试用例，建立新的基线测试用例库「TN」
3. 依据一定的策略从TN中选择测试用例测试被修改的软件
4. 如果必要，生成新的测试用例集「T1」，用于测试TN无法充分测试的软件部分
5. 用T1执行修改后的软件

- 第2和第3步测试验证修改是否破坏了现有的功能，第4和第5步测试验证修改工作本身。

## 观念
- 回归测试是指重复执行以前的全部或部分相同的测试工作。
- 新加入测试的模组，可能对其他模组产生副作用，故须进行不同程度的回归测试。
- 回归测试的重心，以关键性模组为核心。